# エステス インダストリーズ
エステス・インダストリーズ（Estes Industries）は、アメリカ合衆国・コロラド州ペンローズにあるモデルロケットや模型飛行機を製造・販売する企業で、特にモデルロケット用のロケットエンジンは実績が高い。

## 歴史
エステスは、バーモン・エステス（Vermon Estes）によって1958年に創業された。2002年に老舗の鉄道模型会社「COX」を傘下に収めた。

## エステス社のエンジンの構造
エステス社の作る模型ロケットエンジンは堅い紙の管で、内部に陶器製のノズルがある。固体推進剤、遅延薬、射出薬、粘土の覆いがある。